# نوریا فرگو

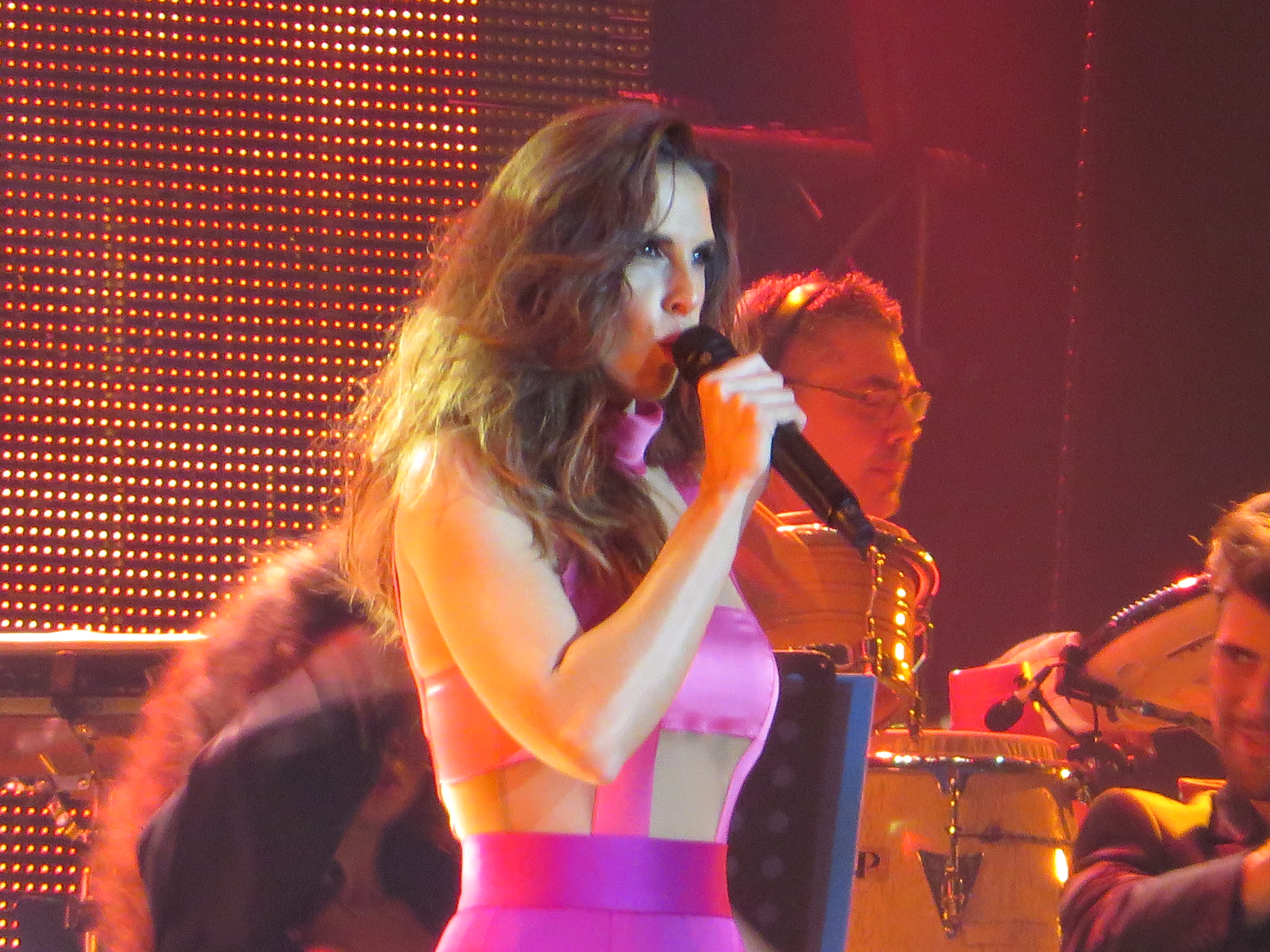

نوریا فرناندز گومز (نرجا، مالاگا، ۱۸ آوریل ۱۹۷۹)، معروف به نوریا فرگو، خواننده و بازیگر اسپانیایی است. او در اولین نسخه از مسابقه Operación Triunfo در سال ۲۰۰۱ به شهرت رسید. او در مجموعه‌های تلویزیونی مانند پلازا آلتا در کانال سور (جایی که بازیگر نقش مکمل بود) و مدیترانه در تلویزیون تله‌سینکو (جایی که یک بازیگر اپیزودیک بود) شرکت کرد.
در ۲۲ مه ۲۰۱۰، او پس از سه سال رابطه، با خوزه مانوئل مایز چاکون در کلیسای کوچک سانتا آنا در کاخ سلطنتی لا آلموداینا در پالما د مایورکا ازدواج کرد. در ۱۷ ژوئیه ۲۰۱۱، اولین دختر آنها مارتینا به دنیا آمد. در ماه اکتبر ۲۰۱۱، نوریا به‌طور قانونی از خوزه مانوئل جدا شد.